# Drag Race France
Drag Race France je natjecateljska reality emisija, francuska inačica američke emisije RuPaul's Drag Race. U emisiji se francuske drag kraljice kroz razne izazove natječu za titulu pobjednice te za novčane i druge nagrade. Voditeljica emisije je Nicky Doll.
Emisija se prikazuje od 25. lipnja 2022. godine na kanalu France.tv Slash u Francuskoj te na usluzi WOW Presents Plus u Hrvatskoj i ostatku svijeta. Kandski kanal Crave također prikazuje emisiju u Kanadi. Do sada su bile prikazane dvije sezone, a prijave za treću sezonu bile su otvorene krajem 2023. godine. Pobjednica treće sezone je Le Filip, drag kraljica iz Hrvatske.
Drag Race France deveta je po redu međunarodna adaptacija RuPaulove emisije u sklopu serijala Drag Race. Peta je po redu europska inačica Drag Racea nakon britanske, nizozemske, španjolske i talijanske emisije. 

## Produkcija

### Format
U emisiji se natječe desetak drag kraljica po sezoni. Kroz svaku epizodu pred njih su stavljeni izazovi koji testiraju njihovu karizmu i talente poput glume, modnog dizajniranja, plesa, pjevanja, prerušavanja u slavne osobe i sl. Nakon izazova, kraljice prezentiraju svoje modne kombinacije na modnoj reviji. Na temelju modne revije i izvedbe u izazovu, žiri svakoga tjedna odabire pobjednika izazova. Dva najlošija natjecatelja stupaju u lipsync dvoboj nakon kojeg jedan od natjecatelja bude eliminiran. Na kraju sezone, žiri bira pobjednika među preostalim finalistima. Također se bira i Miss Congeniality, kraljica koja se kroz sezonu istaknula po dobrim međuljudskim odnosima s ostalim natjecateljima. 

### Suci
Emisiju vodi i panelom žirija predsjeda Nicky Doll, francuska drag kraljica koja se 2020. godine natjecala u dvanaestoj sezoni emisije RuPaul's Drag Race. Uz nju su glanci suci emisije francuska glumica i stilistica Daphné Bürki te pjevač i plesač Kiddy Smile. Kroz emisiju se pojavljuju i gostujući suci.

### Natjecatelji
Ukupno 21 drag kraljica do sada se natjecalo u emisiji. Pobjednice su do sada redom bile Paloma iz Clermont-Ferranda te Keiona iz Pariza. 

## Pregled emisije
| Sezona | Sezona | Epizode | Epizode | Originalno emitiranje | Originalno emitiranje | Broj natjecatelja | Pobjednica | Pratilja                   | Miss Congeniality |
| Sezona | Sezona | Epizode | Epizode | Premijera             | Finale                | Broj natjecatelja | Pobjednica | Pratilja                   | Miss Congeniality |
| ------ | ------ | ------- | ------- | --------------------- | --------------------- | ----------------- | ---------- | -------------------------- | ----------------- |
|        | 1.     | 8       | 8       | 25. lipnja 2022.      | 11. kolovoza 2022.    | 10                | Paloma     | La Grande Dame Soa de Muse | Elips             |
|        | 2.     | 9       | 9       | 30. lipnja 2023.      | 25. kolovoza 2023.    | 11                | Keiona     | Sara Forever               | Moon              |
|        | 3.     | 8       | 8       | 31. svibnja 2024.     | 19. srpnja 2024.      | 10                | Le Filip   | Ruby On The Nail           | Norma Bell        |

## Epizode

### Prva sezona (2022.)
World of Wonder je najavio prvu sezonu u studenome 2021. godine. Natjecatelji su bili predstavljeni 2. lipnja 2022. godine. Natjecalo se desetero drag kraljica: Elips, Kam Hugh, La Big Bertha, La Briochée, La Grande Dame, La Kahena, Lolita Banana, Lova Ladiva, Paloma i Soa de Muse. U finalnoj osmoj epizodi, Paloma je proglašena pobjednicom. 
| Br. u seriji | Br. u sezoni | Naslov                      | Pobjeda        | Eliminacija                | Nadnevak prikazivanja |
| ------------ | ------------ | --------------------------- | -------------- | -------------------------- | --------------------- |
| 1.           | 1.           | "Bonjour, Bonjour, Bonjour" | Soa de Muse    | La Kahena                  | 25. lipnja 2022.      |
| 2.           | 2.           | "Queen Pour Cent"           | Paloma         | Lova Ladiva                | 30. lipnja 2022.      |
| 3.           | 3.           | "French Ball"               | Kam Hugh       | La Briochée                | 7. srpnja 2022.       |
| 4.           | 4.           | "Snatch Game"               | La Grande Dame | Kam Hugh                   | 14. srpnja 2022.      |
| 5.           | 5.           | "Popstars"                  | Soa de Muse    | Elips                      | 21. srpnja 2022.      |
| 6.           | 6.           | "Un Parfum de Drag"         | Paloma         | La Big Bertha              | 28. srpnja 2022.      |
| 7.           | 7.           | "Sororité"                  | —              | Lolita Banana              | 4. kolovoza 2022.     |
| 8.           | 8.           | "Grande Finale"             | Paloma         | La Grande Dame Soa de Muse | 11. kolovoza 2022.    |

### Druga sezona (2023.)
Druga je sezona bila najavljena 11. kolovoza 2022. godine. Prijave za sezonu bile su otvorene od 7. listopada iste godine.
Natjecatelji sezone bili su predstavljeni 1. lipnja 2023. godine, a sezone se prikazivala od 30. lipnja do 25. kolovoza iste godine. Natjecalo se jedanaestero francuskih drag kraljica: Cookie Kunty, Ginger Bitch, Keiona, Kitty Spice, Mami Watta, Moon, Piche, Punani, Rose, Sara Forever i Vespi. Moon je u šestoj epizodi svojevoljno odustala od natjecanja prije lipsync dvoboja. U sedmoj epizodi, Piche se vratila u natjecanje kroz izazov koreografije u kojemu su eliminirane kraljice dobile priliku da se vrate u emisiju. 
Četiri finalistice bile su Keiona, Mami Watta, Punani i Sara Forever. Finale se održalo uživo u pariškoj koncertnoj dvorani Le Grand Rex. Nakon niza lipsync dvoboja, Keiona je proglašena pobjednicom sezone. Osvojila je 40 tisuća eura, putovanje u New York, godišnju zalihu šminke MAC Cosmetics te sliku na naslovnici francuskog Ellea.
| Br. u seriji | Br. u sezoni | Naslov                  | Pobjeda             | Eliminacija                    | Nadnevak prikazivanja |
| ------------ | ------------ | ----------------------- | ------------------- | ------------------------------ | --------------------- |
| 9.           | 1.           | "A Lé-Gen-Daire Return" | Sara Forever        | Rose                           | 30. lipnja 2023.      |
| 10.          | 2.           | "It's Show Night"       | Piche               | Vespi                          | 7. srpnja 2023.       |
| 11.          | 3.           | "Motor, Dragtion!"      | Sara Forever        | Kitty Space                    | 14. srpnja 2023.      |
| 12.          | 4.           | "Snatch Game"           | Punani              | Piche                          | 21. srpnja 2023.      |
| 13.          | 5.           | "The Musidrag"          | Keiona              | Ginger Bitch                   | 28. srpnja 2023.      |
| 14.          | 6.           | "Time Ball"             | Cookie Kunty Keiona | Moon                           | 4. kolovoza 2023.     |
| 15.          | 7.           | "Showtime!"             | Sara Forever        | Cookie Kunty                   | 11. kolovoza 2023.    |
| 16.          | 8.           | "Queen Twice Over"      | Sara Forever        | Piche                          | 18. kolovoza 2023.    |
| 17.          | 9.           | "Grand Finale"          | Keiona              | Sara Forever Mami Watta Punani | 25. kolovoza 2023.    |

### Treća sezona
Prijave za treću sezonu bile su otvorene 19. listopada 2023. godine s rokom prijave do 10. studenoga iste godine.
Desetero natjecatelja treće sezone bilo je objavljeno 24. travnja 2024. godine putem društvenih mreža. U sezoni se natječe i Le Filip, prva drag kraljica u serijalu Drag Race koja je porijeklom iz Hrvatske, ujedno i članica zagrebačkog umjetničkog sastava House of Flamingo.
Finalisti sezone bili su Le Filip, Leona Winters, Lula Strega i Ruby On The Nail. U finalu, pobjednicom sezone bila je proglašena Le Filip, a Ruby On The Nail je osvojila drugo mjesto.
| Br. u seriji | Br. u sezoni | Naslov                                    | Pobjeda          | Eliminacija                                | Prikazivanje      |
| ------------ | ------------ | ----------------------------------------- | ---------------- | ------------------------------------------ | ----------------- |
| 18.          | 1.           | "Voulez-Vous Drag Race Avec Moi Ce Soir?" | Norma Bell       | Afrodite Amour                             | 31. svibnja 2024. |
| 19.          | 2.           | "Talent Show Extravaganza"                | Perseo           | Magnetica                                  | 7. lipnja 2024.   |
| 20.          | 3.           | "Ball Games"                              | Lula Strega      | Edeha Noire                                | 14. lipnja 2024.  |
| 21.          | 4.           | "Céline Dion: The Rusical"                | Leona Winters    | —                                          | 21. lipnja 2024.  |
| 22.          | 5.           | "Snatch Game"                             | Ruby on the Nail | Norma Bell                                 | 28. lipnja 2024.  |
| 23.          | 6.           | "Makeover, Ma Grande Soeur Drag"          | Ruby On The Nail | Perseo                                     | 5. srpnja 2024.   |
| 24.          | 7.           | "La Folle Journée Drag"                   | Lula Strega      | Misty Phoenix                              | 12. srpnja 2024.  |
| 25.          | 8.           | "Grand Finale"                            | Le Filip         | Leona Winters Lula Strega Ruby on the Nail | 19. srpnja 2024.  |

## Povezani mediji

### The Phenomenon of Drag Race France(2023.)
Uoči prikazivanja druge sezone, na usluzi WOW Presents Plus dana 23. lipnja 2023. godine pokazala se kratka posebna epizoda pod naslovom The Phenomenon of Drag Race France: 1 Year with the Queens koja je prikazala ponovno okupljanje natjecatelja prve sezone i njihove živote i karijere nakon sudjelovanja u emisiji.

### Drama Queens, chez Paloma(2023.)
Drama Queens, chez Paloma je kratka popratna emisija koja se 2023. godine prikazivala na kanalu France.tv Slash te na usluzi WOW Presents Plus zajedno sa drugom sezonom. Emisija je koncipirana kao talk show u kojemu je pobjednica prve sezone, Paloma, s natjecateljima prve sezone gledala i raspravljala epizode druge sezone.